# Eugen von Knilling
Eugen Ritter von Knilling (né le 1er août 1865 à Munich - mort le 20 octobre 1927 à Munich) est un homme politique allemand du Bayerischen Volkspartei.

## Biographie
Eugen von Knilling a obtenu son baccalauréat à Munich en 1884, puis a étudié le droit dans la même ville jusqu'en 1890.
Après avoir été Ministre de l'éducation du royaume de Bavière sous l'Empire, Knilling a été Ministre-Président de Bavière de 1922 à 1924, pendant la République de Weimar. Von Knilling a été élu Ministre-Président par la Diète bavaroise en novembre 1922, obtenant 86 suffrages. 86 députés se sont abstenus et trois voix sont allées à d'autres candidats.
À l'automne 1923, après que Gustav Stresemann a suspendu la résistance passive, Knilling ordonne l'état d'urgence et Gustav von Kahr prend les pleins pouvoirs. Le Putsch de la Brasserie, une tentative de prise du pouvoir par le NSDAP d'Adolf Hitler, a suivi.
Après avoir perdu les élections de mai 1924, Eugen von Knilling s'est retiré de la vie politique.